# Villa rustica (Sparsholt)

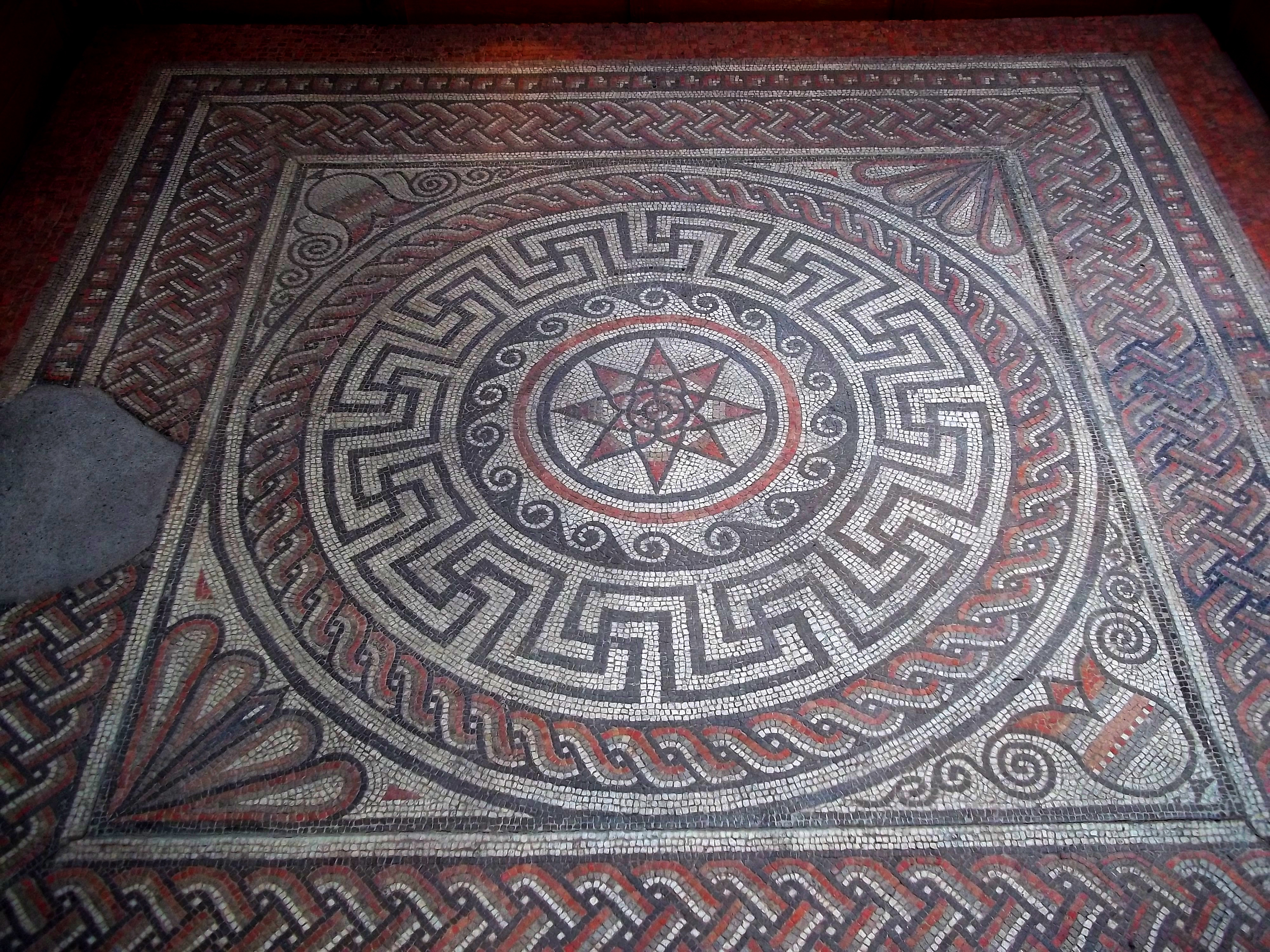
Das Mosaik im zentralen Raum

Die Villa Rustica von Sparsholt ist ein römischer Gutshof (Villa rustica) ungefähr 6,5 Kilometer westlich von Venta Belgarum, dem heutigen Winchester gelegen. Sparsholt in der englischen Grafschaft Hampshire ist der heute nächstgelegene Ort.

## Beschreibung
Römische Reste wurden hier schon um 1890 vermutet. Umfangreiche Ausgrabungen fanden 1965 bis 1972 und 1985 statt. Die Anlage bestand aus einem großen ummauerten Hof mit Gebäuden an drei Seiten. An der Ostseite stand das Eingangstor. Das gegenüber auf der Westseite gelegene Gebäude war das Wohnhaus mit einem Portikus und Eckrisaliten. Dieses Gebäude war reich mit Mosaiken ausgestattet. Mehrere Räume hatten einen einfachen Boden aus roten Steinen. Der Portikus zeigte ein Mäander-Muster in rot und grau. Der zentrale Hauptraum des Hauses hatte ein gut erhaltenes Mosaik mit einem Kreis in der Mitte und diversen geometrischen oder stilisierten Pflanzenmustern. Dieses Hauptgebäude datiert wahrscheinlich an das Ende des dritten Jahrhunderts n. Chr. Die beiden anderen Bauten dienten ursprünglich wahrscheinlich wirtschaftlichen Zwecken. Im nördlichen Bau wurde jedoch im vierten Jahrhundert ein Bad hineingebaut. In diesem Bau fanden sich umfangreiche Reste von Wandmalereien. Eine von ihnen zeigte ein gemaltes Mosaik und datiert ins erste Jahrhundert und damit zu einem Vorgängerbau. Andere Malereien aus der Villa zeigen Büsten und datieren ins vierte Jahrhundert.
Die Villa wurde nach den Ausgrabungen zugeschüttet. Ein Gebäude wurde in der Butser Ancient Farm, einem Freilichtmuseum, rekonstruiert.